# Diplohimas fulvithorax
Diplohimas fulvithorax là một loài tò vò trong họ Ichneumonidae.